# Аквакомплексы
Аквакомплексы — вид комплексных химических соединений, содержащих в качестве лигандов одну или несколько молекул воды. 
Молекула воды в аквакомплексе связана с центральным атомом металла через атом кислорода.

## Классификация
Аквакомплексы подчиняются обычной классификации комплексных соединений:
- катионного типа (например, гексааквакобальта (II) хлорид — [Со(Н2О)6]Сl2),
- анионного типа (тетрагидроксодиаквахромат(III) калия — К[Сr(Н2О)2(ОН)4])
- неэлектролиты (диакватетрахлорплатина [PtCl4(H2O)2]).

## Образование
Аквакомплексы во многих случаях легко образуются в водных растворах из других комплексных соединений по нескольким механизмам:
- в результате внутрисферного замещения, в случае, если лиганды исходного комплекса менее сильны, чем молекулы воды (см. ряд силы лигандов),
- гидратации катионов,
- присоединения молекул Н2О. В этом случае координационное число центрального атома может повыситься — к примеру, в результате присоединения к анионам [АlСl4]- или [PtCl4]- двух молекул воды.

Практически все растворенные в воде соли, дающие при диссоциации многозарядные   катионы  d-металлов,   существуют   в  растворе в   виде аквакомплексов различной устойчивости. Молекулы   воды   (аквагруппы) в   неустойчивых   (лабильных)   аквакомплексах    вступают в реакции обмена с высокой скоростью.

## Кристаллогидраты
К аквакомплексам относятся кристаллогидраты, например, [Al(H2O)6]Cl3 (иначе — AlCl3⋅6H2O), [Cr(H2O)6](NO3)3 (иначе — Cr(NO3)3⋅6H2O).
Цвет водного раствора кристаллогидрата обусловлен аквакомплексом. Водные растворы солей Cu2+ узнаваемы по характерному голубому цвету. Однако безводный сульфат меди CuSO4 имеет белый цвет. При растворении сульфата в воде раствор становится голубым из-за образования аквакомплекса [Cu(H2O)4]2+. При выпаривании воды из этого раствора выпадают синие кристаллы медного купороса [Cu(H2O)4]SO4⋅H2O, которые обычно описывают формулой CuSO4⋅5H2O. Если медный купорос нагревать, вода из него уйдет, аквакомплекс разрушится и снова образуется безводный сульфат меди, имеющий белую окраску.
Аквакомплексы многих d-металлов окрашены: аквакомплексы меди — в синий цвет, никеля — в зелёный, кобальта — в розовый. Встречаются и бесцветные комплексы, например, аквакомплексы цинка.